# Ben Browder

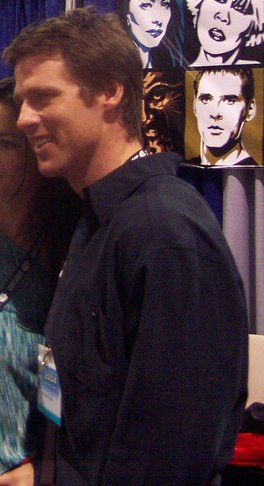
Ben Browder, 2004.

Ben Browder, född Robert Benedic Browder 11 december 1962 i Memphis, Tennessee, är en amerikansk skådespelare. Han är mest känd för sina roller i science fiction-serierna: Farscape och Stargate SG-1.

## Filmografi (urval)
- 1990 - Förrädare i familjen
- 1992 - Hemligheter
- 2008 - Stargate: Continuum